# 익산 숭림사 보광전
익산 숭림사 보광전(益山 崇林寺 普光殿)은 대한민국 전북특별자치도 익산시 웅포면, 숭림사에 있는 건축물이다. 1985년 1월 8일 대한민국의 보물 제825호로 지정되었다.

## 개요
숭림사는 고려 충목왕 원년(1345년) 선종 사찰로 창건되었다고 전할 뿐 그 후의 변천은 확실하지 않다. 보광전 중수기에 의하면 조선 순조 19년(1819년) 중수되었다고 하며 다보계양식으로 건립된 맞배집이다.
건물안에는 목조석가여래좌상을 안치하였는데 복장기문에 의하면 조선 광해군 5년(1613년)에 조성되었다고 기록되어 조선연대가 확실한 예가 되고 있다. 불상 위에는 용과 구름이 조각된 섬세한 닫집(보개)이 설치되어 있다.
숭림사는 중국 허남성 숭산 샤오린스에서 달마대사가 9년 만에 득도하여 최초의 선조사찰이 되었으므로 숭산의 '숭'자와 소림사의 '림'자를 따서 지은 것이라 한다.

## 같이 보기
- 숭림사

## 참고 자료
- 익산 숭림사 보광전 - 국가유산청 국가유산포털